# Brad Riley
Bradley Geoffrey Riley, detto Brad (Hamilton, 2 luglio 1974), è un ex cestista neozelandese.

## Carriera
Con la Nuova Zelanda ha partecipato ai Giochi olimpici di Sydney 2000.